# Dosso (stad)

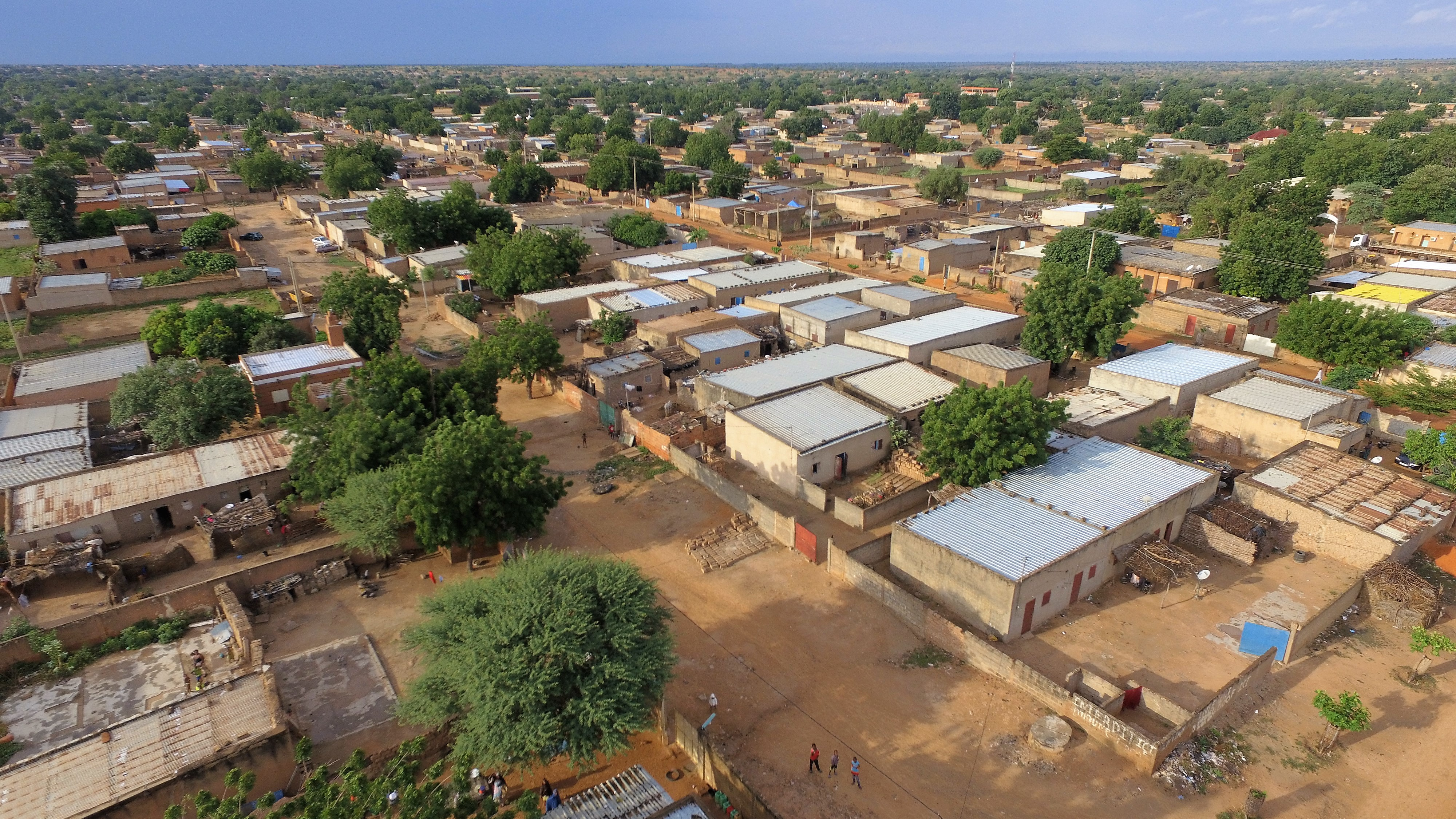
Luchtfoto

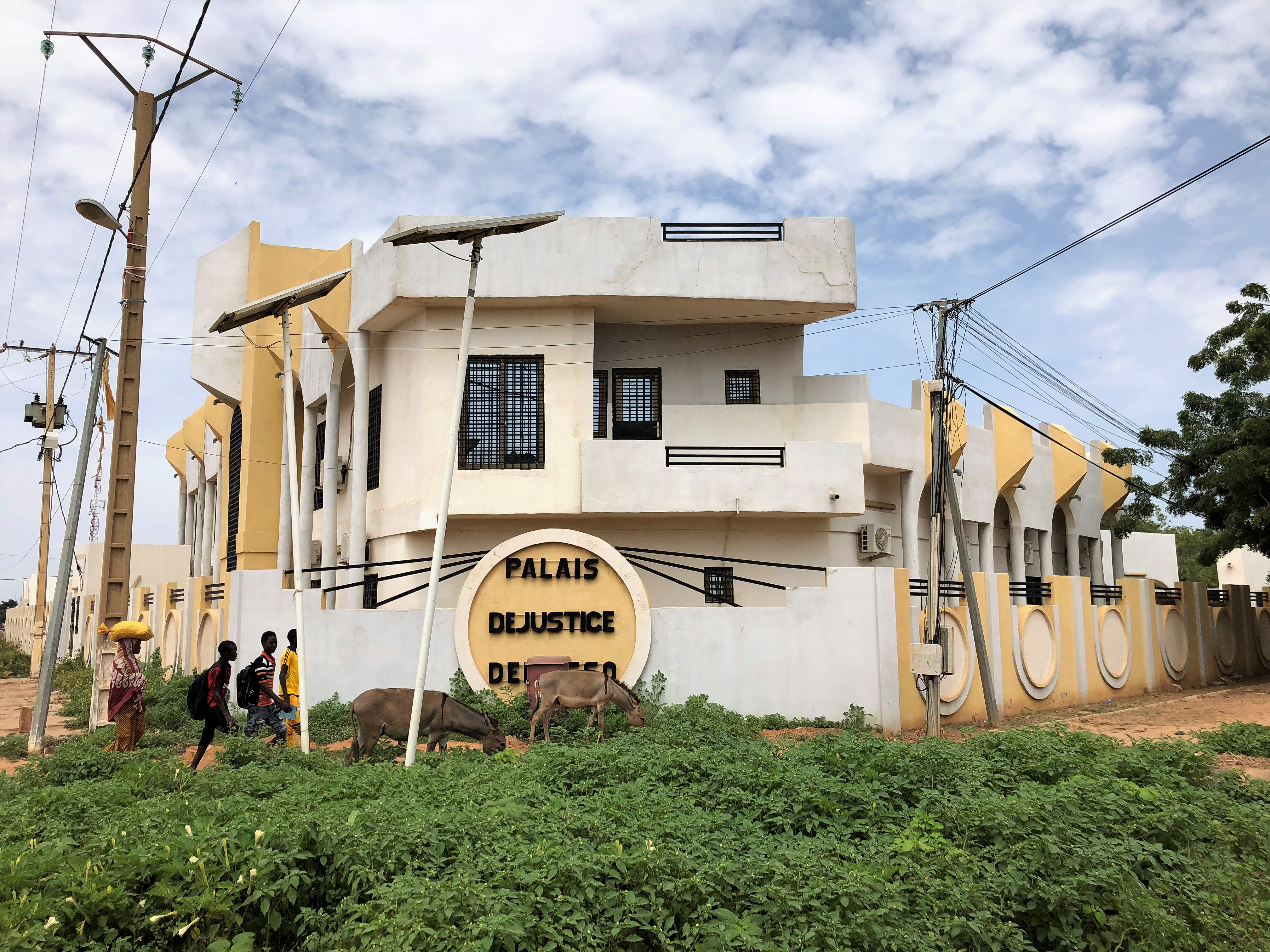
Paleis van Justitie

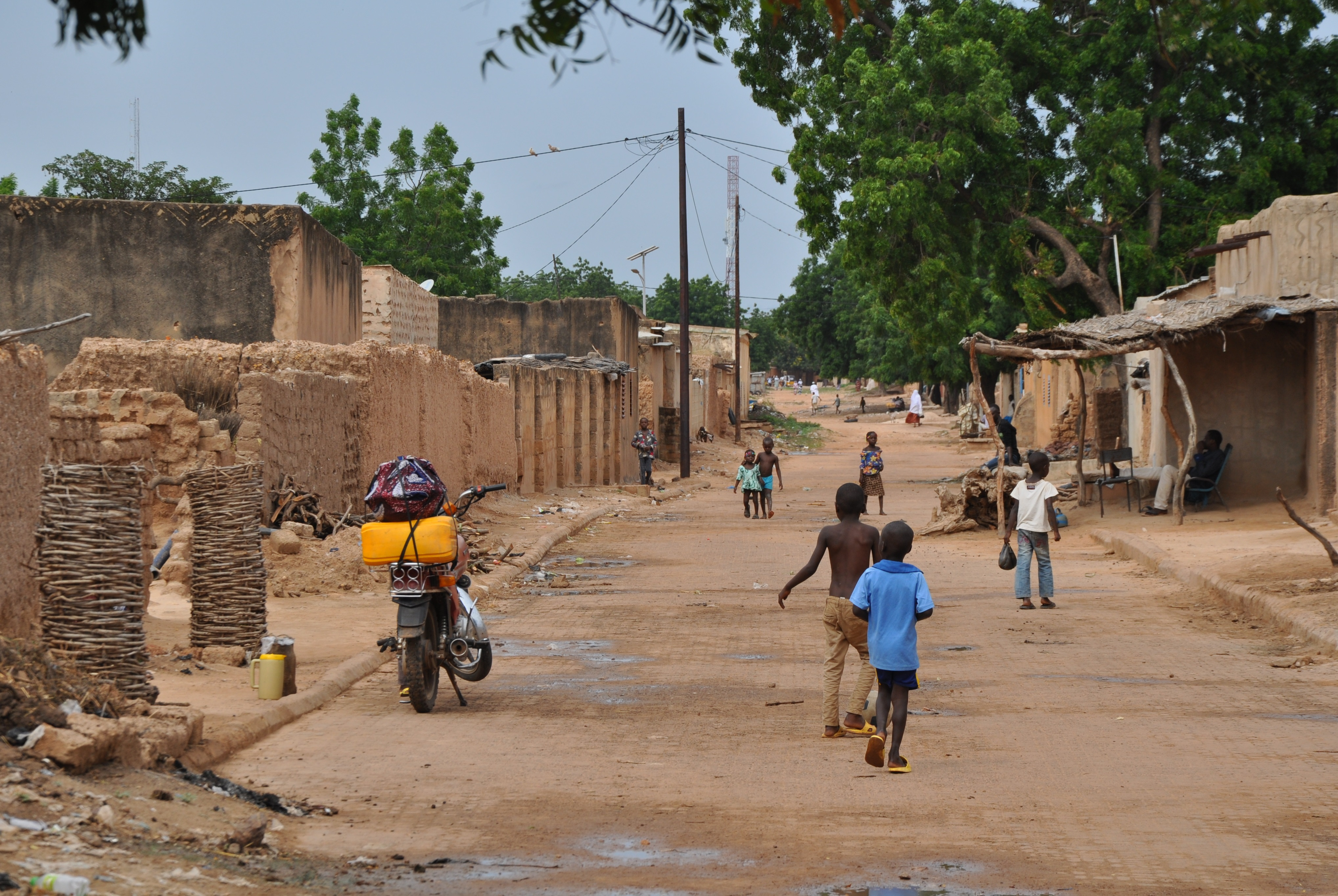
Straat in een normale woonwijk

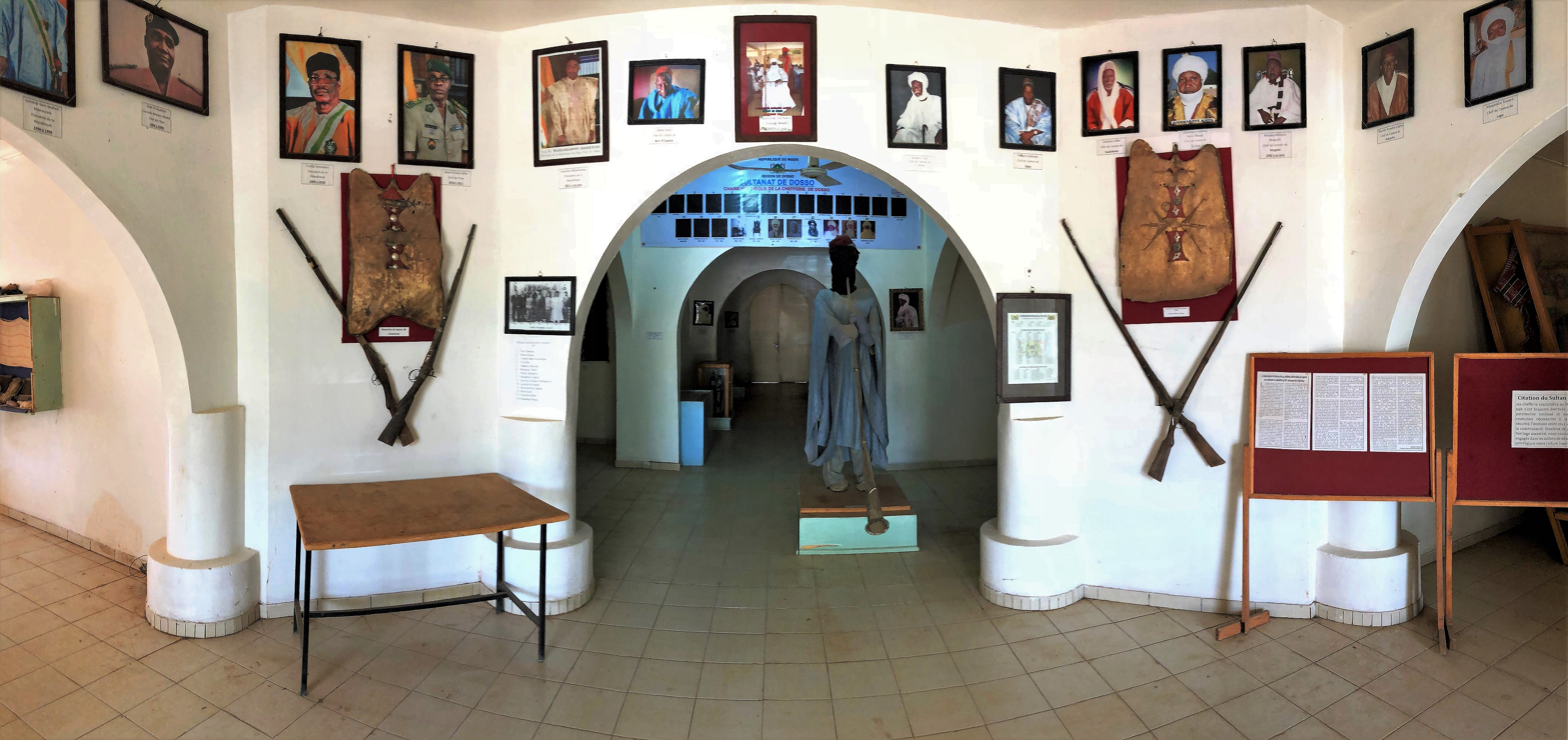
Centrale hal van het museum

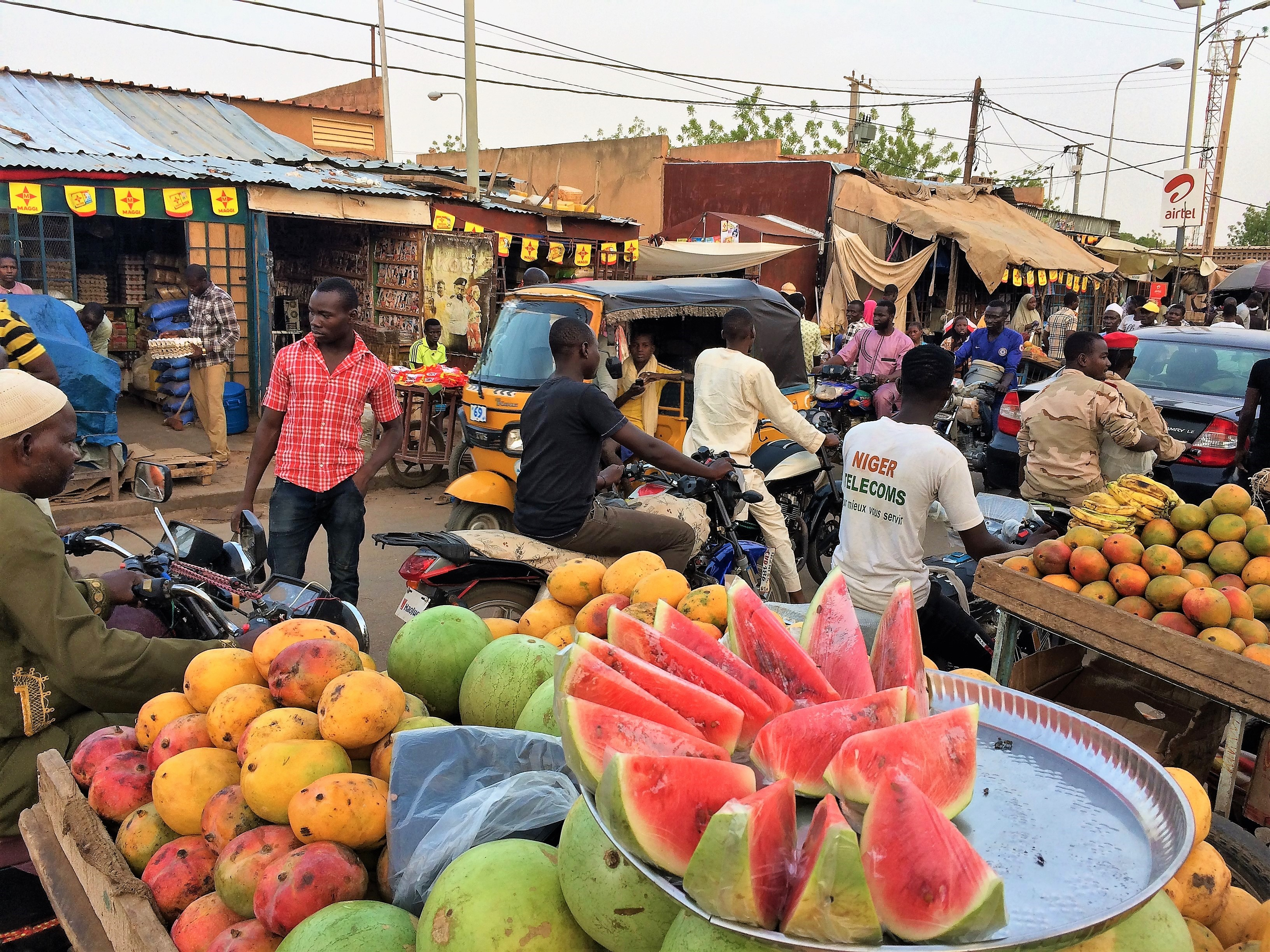
Straatmarkt

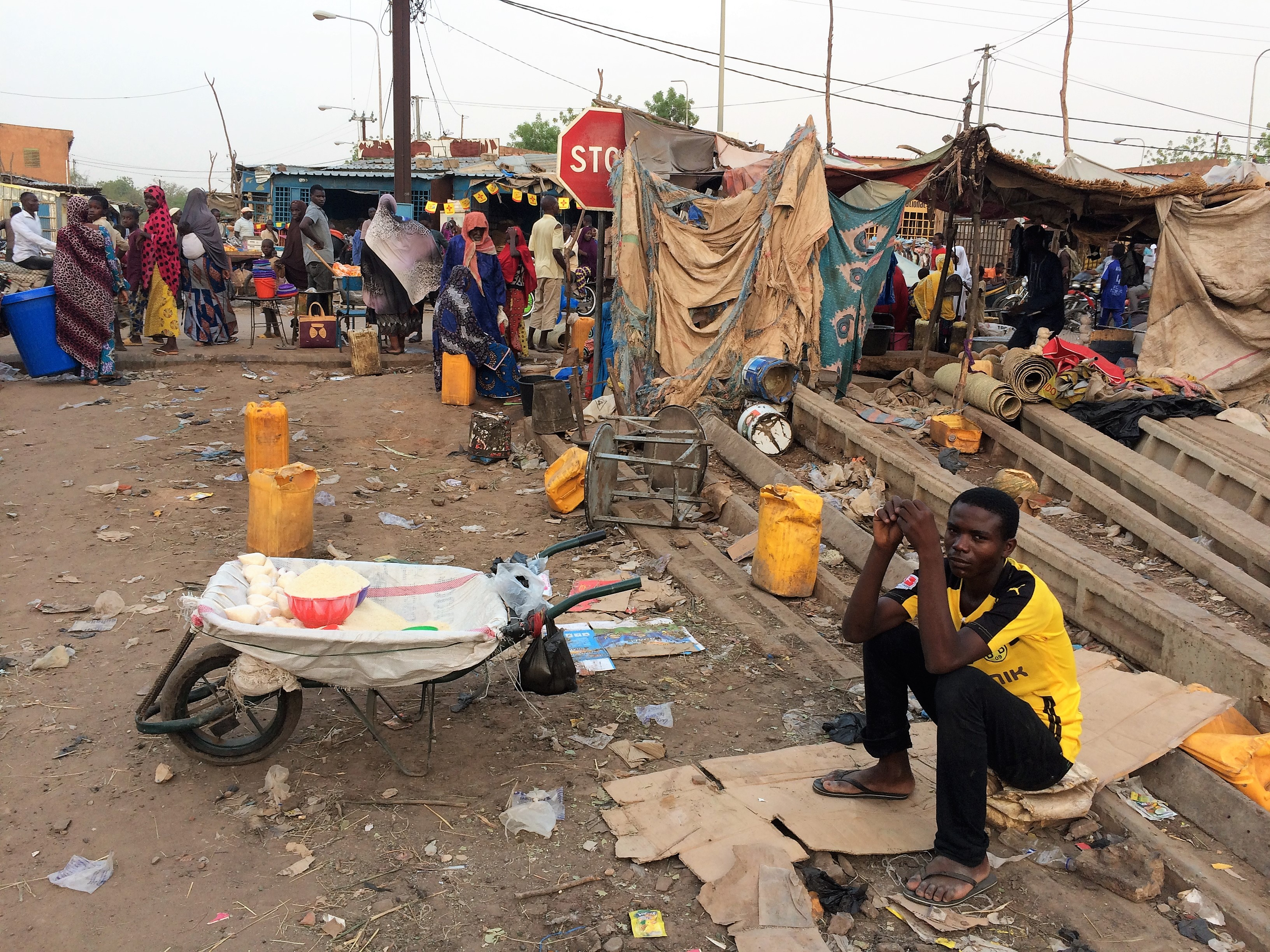
Straatmarkt

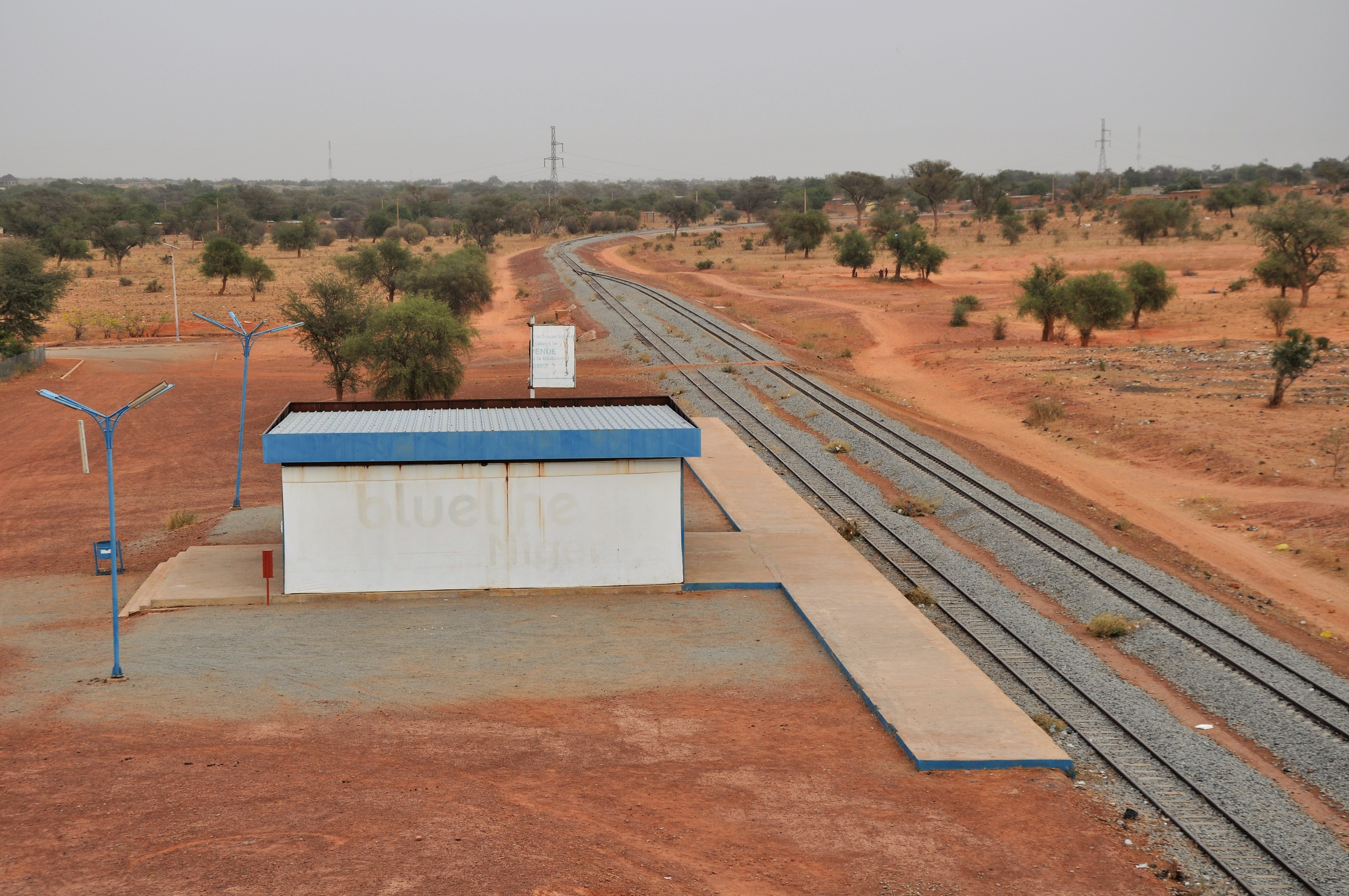
Het (nooit gebruikte) treinstation

Dosso is een stad in Niger en is de hoofdplaats van het gelijknamige departement.
In 2012 telde Dosso 89.000 inwoners.

## Geografie
Het 541 km² grote gebied van de stedelijke gemeente (fr.: commune urbaine) ligt in het zuidwesten van het land. Het stadsgebied is verdeeld in 9 wijken, 25 administratieve dorpen en 11 traditionele dorpen. De meeste centrale wijken zijn woonwijken. De voorsteden en delen van de oude stadskern worden gekenmerkt door traditionele architectuur.
Dosso ligt in een door struikgewas en Lateriet-formaties vormgegeven vlakte. In het noorden en zuiden van de stad bevinden zich ravijnen. In het westen ligt een deel van de rivierbedding van de Dallol Bosso, die alleen in het regenseizoen gevuld is. Dosso heeft een warm steppeklimaat, geclassificeerd als BSh in het Köppen-Geiger-systeem. De neerslag is gemiddeld 564 mm/jaar. De droge tijd waarin de harmattan waait, duurt van november tot mei. Daarbij zijn april en mei de warmste maanden met overdag een gemiddelde maximumtemperatuur van rond 40 °C. De minst warme maand is augustus, dan valt de meeste regen.
Dosso grenst in het noordwesten aan de gemeente Garankédey, in het noordoosten aan Mokko, in het oosten aan Goroubankassam en in het zuiden en westen aan Gollé. De hoofdstad Niamey ligt op 136 kilometer afstand.

## Geschiedenis
De streek waar Dosso ligt, wordt al eeuwen bewoond door het volk Zarma.
Dosso werd in de 2e helft van de 18e eeuw door de heerser over het Zarmavolk, de Zarmakoye Garanké, als hoofdstad gesticht. De heersers van de omliggende Zarma-gebieden moesten de toenmalige Zarmakoye van Dosso eer bewijzen. Vanaf 1820 bevond Dosso zich voortdurend in een situatie van oorlogshandelingen met de Fulbe. In 1830 overleed de Zarmakoye Laouzo in een gevecht en zijn opvolger Gounabi werd afgezet. Er volgde een interregnum, waarin Dosso onder de macht van het kalifaat Sokoto kwam te vallen.
De Franse expeditie van Parfait-Louis Monteil deed de stad aan in 1891. In het kader van de militaire bezetting van het gebied door Frankrijk werd Dosso in 1899 bij de kring Midden-Niger (cercle de Moyen-Niger) met zetel in Dori gevoegd, de kiem van de latere kolonie Niger.
Tot 1972 hadden in Niger alleen de grote steden Niamey, Maradi, Tahoua en Zinder de status van zelfstandige gemeente. In dat jaar werd Dosso met nog zes plaatsen tot gemeente verheven. In 2010 werd Dosso bovendien tot sultanaat verheven, met de Zarmakoye Maidanda als eerste sultan.

## Bevolking
Bij de volkstelling van 1977 had Dosso 16.959 inwoners, in 1988 waren het er 25.695; in 2001 43.293 en in 2012 was het aantal toegenomen tot 89.132 personen. De jeugd onder 15 jaar vormt ruim 40% van de bevolking.
De belangrijkste bevolkingsgroepen zijn de Zarma, die de meerderheid vormen, de Hausa, de Fulbe en de Tuareg. Voorts is er een beduidende aanwas van buitenlanders uit de buurlanden Benin en Nigeria.

## Cultuur en bezienswaardigheden
Het paleis van de Zarma-heersers werd in 2006 door het Ministerie van Cultuur van Niger aan de UNESCO voorgesteld als werelderfgoed. Het gaat om de in 1904 gebouwde residentie van de heerser over het pre-koloniale rijk Dosso van de Zarma. Het creme-wit, blauw en rood geschilderde paleis is omgeven door een muur. Ertegenover staat de grote moskee van Dosso.
Dosso heeft ook een museum, het Musée Régionale Djermakoye, met lokale kunstvoorwerpen, muziekinstrumenten, wapens uit de koloniale tijd, houtsnijwerk, textiel, ed. 
In het Maison de la Culture Garba Loga vinden concerten, theatervoorstellingen en filmvertoningen plaats. In het westen van de stad ligt de arena voor de lutte traditionnelle, een in Niger geliefde vechtsport. De Rooms-Katholieke kerk St. Karl Lwanga werd in 1984 gebouwd. Deze behoort tot het aartsbisdom Niamey.
De Grote Moskee van Dosso is de centrale vrijdagmoskee in Dosso.

## Economie en infrastructuur
Ongeveer 70% tot 90% van de inwoners leeft van akkerbouw en veeteelt, die in de voorsteden en dorpen buiten de stad wordt bedreven. De belangrijkste dieren die worden gehouden zijn schapen, geiten, runderen en gevogelte. Andere activiteiten zijn het pottenbakken en de vervaardiging van  pinda-olie. Het Centre d’Artisanat produceert en verkoopt traditionele kleding en beschilderde kalebassen. In het centrum is een dagelijkse markt. De markten van de in hetzelfde departement liggende plaatsen Mokko, Karguibangou en Bella worden vanuit Dosso met vee en dierlijke producten beleverd.
In Dosso zijn 54 basisscholen, waarvan zes privé-scholen. Per leerkracht zijn er gemiddeld 25 kinderen (landelijk gemiddeld 39). In Dosso bevindt zich een van de tien civiele rechtbanken van Niger.
De stad ligt aan de N1, die hier een deel vormt van de internationale Trans-Afrikaanse weg 5 van Dakar naar Ndjamena. Ook de N7 naar Gaya en de N14 naar Loga verlopen langs Dosso. Voor Dosso zijn deze wegen belangrijke assen waarlangs de stedelijke ontwikkeling is georiënteerd. Er is een civiele luchthaven met een niet-verharde baan.

Tussen 2014 en 2016 werd een spoorlijn aangelegd tussen Niamey en Dosso. Deze had moeten worden doorgetrokken en had in Parakou moeten worden aangesloten op het spoorwegnet in Benin, waarmee Niger een treinverbinding met de kust zou hebben gehad. Door juridische obstakels gebeurde dat echter niet, en dus ligt het traject Niamey-Dosso er al jaren ongebruikt bij. De rails eindigen ca. 6 km ten zuiden van Dosso in "the middle of nowhere".

## Klimaat
Dosso heeft een warm steppeklimaat, geclassificeerd als BSh in het Köppen-Geiger-systeem. De gemiddelde jaarlijkse temperatuur is 29.0 °C. April en mei zijn de heetste maanden; de middagtemperatuur bereikt dan gemakkelijk de 40 graden. Neerslag is gemiddeld 564 mm/jaar; het overgrote deel daarvan valt in het regenseizoen van juli-september. Van november t/m maart valt er vrijwel niets.